# José Pimentel Homem de Noronha
José Pimentel Homem de Noronha (Topo, 12 de Abril de 1846 — Angra do Heroísmo, 28 de Agosto de 1933), foi um bacharel formado em direito, proprietário, jornalista e político açoriano, que entre outros cargos foi presidente da Câmara Municipal de Angra do Heroísmo, governador civil do Distrito de Angra do Heroísmo, deputado às Cortes e líder partidário na ilha Terceira.

## Biografia
José Pimentel Homem de Noronha nasceu na Vila do Topo, ilha de São Jorge, a 12 de Abril de 1846, filho de Maria José do Coração de Jesus e de João Inácio de Bettencourt Noronha, pequeno morgado com terras na Vila do Topo e na vizinha freguesia de Santo Antão e fortes ligações familiares e políticas a algumas das principais famílias da Terceira, ilha com a qual a vila e antigo concelho do Topo mantinha relações privilegiadas através do seu pequeno porto.
Feitos os estudos preparatórios na vila do Topo, onde o então já extinto Convento de São Diogo criara alguma tradição de estudo, e em Angra do Heroísmo, seguiu para Coimbra onde frequentou os cursos de Teologia e de Direito da Universidade de Coimbra, obtendo os bacharelato em Teologia no ano de 1873 e em Direito no ano de 1874.
Terminado o curso fixou-se na cidade de Angra do Heroísmo, onde abriu banca de advogado e casou com D. Maria Adelaide de Barcelos Bettencourt Carvalhal, filha do líder terceirense do Partido Progressista e um dos maiores terratenentes da ilha.
Deste casamento nasceu Alberto de Barcelos e Noronha que foi Comissário Geral da Polícia Pública de Angra do Heroísmo e casado com D. Ambrosina Beatriz da Silveira Noronha, filha de um dos mais ricos homens da ilha de São Jorge, o Dr. José Acácio da Silveira Moniz do Canto e Noronha Ponce de Leon e de sua esposa D. Maria Doroteia da Silveira Noronha.
Dada sua capacidade de trabalho e bons dotes políticos, singrou rapidamente na política terceirense, ocupando sucessivamente os lugares de presidente da Câmara Municipal de Angra do Heroísmo, comissário de polícia, administrador do concelho de Angra do Heroísmo e membro do Conselho de Distrito e procurador à Junta Geral do Distrito de Angra do Heroísmo. Estranhamente, iniciou a sua carreira política ligado ao Partido Regenerador, em oposição política ao seu poderoso sogro.
Manteve um conjunto alargado de propriedades na Terceira e na ilha de São Jorge, nomeadamente na Fajã de São João e na Urzelina, onde era um dos maiores produtores de vinho Castelletes, o qual era exportado de São Jorge e engarrafado na Villa Maria, na Terceira.
A 14 de Setembro de 1893, em plena campanha autonomista açoriana, foi nomeado governador civil do Distrito de Angra do Heroísmo, cargo que exerceu até 27 de Fevereiro de 1895. Estava na altura no poder o Partido Regenerador e a presidência do ministério (o primeiro-ministro) cabia ao açoriano Ernesto Rodolfo Hintze Ribeiro.
Como era norma entre os líderes políticos da época, foi o principal financiador e o director político do jornal A Terceira, o órgão oficioso do Partido Regenerador na ilha Terceira. Manteve alguma colaboração com o periódico jurídico Revista de Legislação e Jurisprudência, ao qual se ligara ainda estudante em Coimbra.
A sua ligação ao Partido Regenerador, de que foi líder na Terceira em 1895, mas nesse ano entrou em ruptura com o partido, a qual terminou com a sua dissidência nos anos finais da década de 1890, passando a orbitar em torno do Partido Progressista, ao qual estava ligado por via da família da esposa. Foi por este partido que foi eleito deputado pelo círculo eleitoral da Praia da Vitória nas eleições gerais realizadas a 26 de Novembro de 1899, para a 33.ª legislatura da Monarquia Constitucional (1900). Prestou juramento na Câmara dos Deputados a 10 de Janeiro de 1900, exercendo o seu curto mandato (a legislatura terminou a 28 de Julho de 1900) sem qualquer participação relevante nos trabalhos parlamentares.
Aquando da visita régia aos Açores, feita pelo rei D. Carlos I de Portugal e a sua esposa D. Amélia de Orleães, foi incluído na longa lista dos agraciados, cabendo-lhe a Carta de Conselho e a comenda da Ordem de Nossa Senhora da Conceição de Vila Viçosa. Renunciou a essas mercês.
Morou no seu solar da Quinta de Villa Maria, na freguesia de São Pedro, arredores da cidade de Angra do Heroísmo, onde faleceu a 28 de Agosto de 1933.
Do casamento de José Pimentel Homem de Noronha com Maria Adelaide Barcelos Machado de Bettencourt nasceu Alberto de Barcelos e Noronha, bacharel formado em direito pela Universidade de  Coimbra, nascido em 1881 na freguesia de São Pedro, de Angra do Heroísmo. Casou com Ambrosina Beatriz da Silveira Noronha, em 12 de Julho de 1908, na Urzelina, Velas, ilha de São Jorge.
José Pimentel Homem de Noronha foi padrinho de batismo do Régulo de Fumó, Roberto Frederico Zichacha, filho Ngungunhane, último monarca da Dinastia Jamine e último imperador do Império de Gaza, no território que actualmente é Moçambique. 
Como madrinha de batismo teve D. Francisca Bettencourt Rocha da Silva.

## Obras publicadas
José Pimentel Homem de Noronha deixou obra política publicada em diversos periódicos, com destaque para o jornal A Terceira, de que foi editor político, e matéria de natureza jurídica no periódico Revista de Legislação e Jurisprudência de que foi colaborador. É provável que existam dispersos relatórios e textos jurídicos da sua autoria. Encontra-se publicada, pelo menos, a seguinte obra:
- A justiça das eleições no sistema representativo, por uma Comissão de que foi relator José Pimentel Homem de Noronha, Coimbra, 1872 (59 p.).